# Cebuella pygmaea
Cebuella pygmaea, também conhecido como sagui-leãozinho, é a menor espécie de símio conhecida, medindo apenas cerca de 15 centímetros de comprimento (excluindo os outros 15 centímetros de cauda) e pesando 130 gramas, de pelagem acastanhada.

## Etimologia

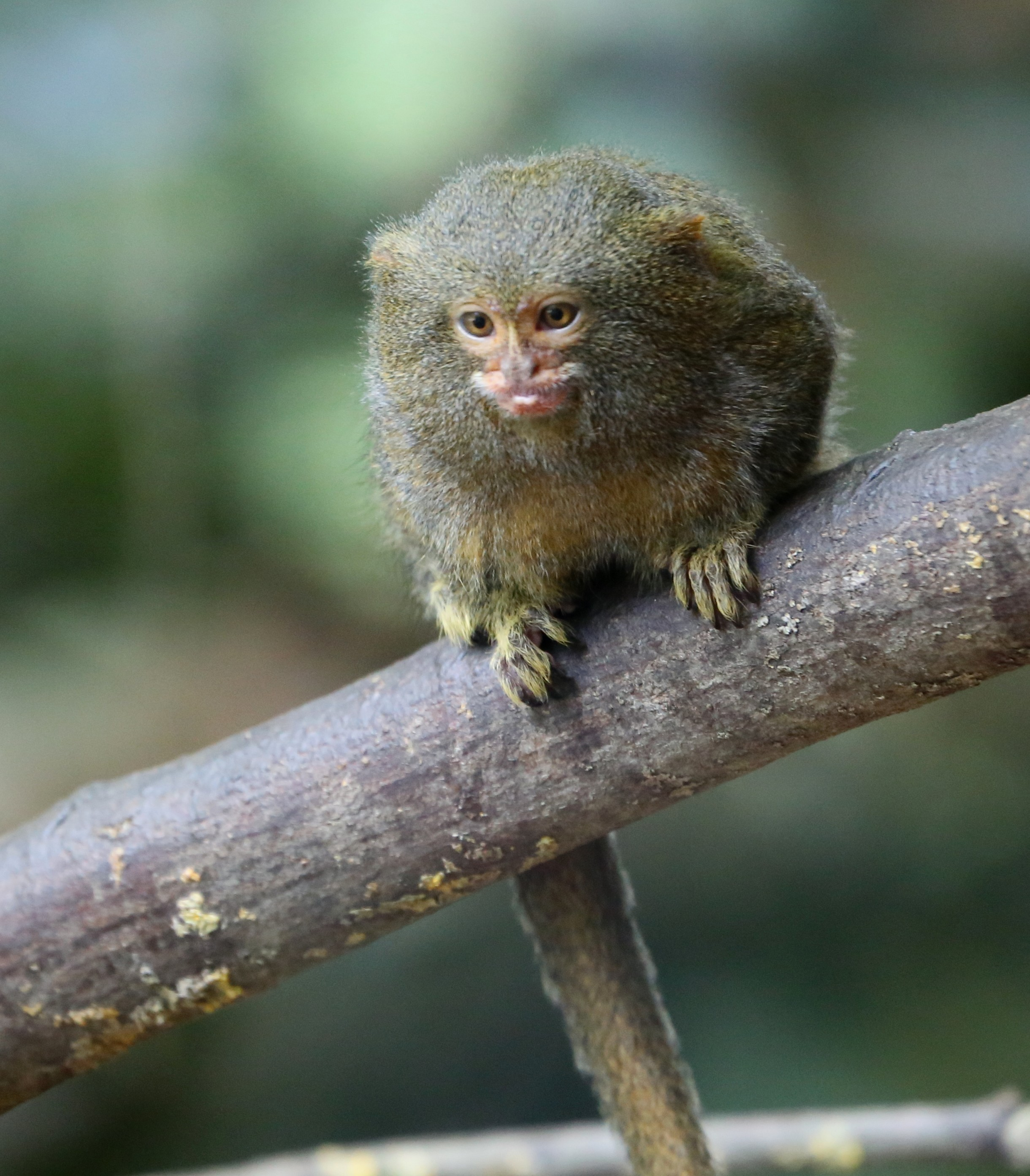

Etimologicamente, Cebus um gênero de primatas e ellus do latim significa pequeno. Pygmaeus vem do latim que significa anão; muito pequeno

## Evolução e taxonomia
O sagui-pigmeu (Cebuella pygmaea) pertence à família dos Callitrichidae, três linhagens independentes: saguis da Mata Atlântica (Callithrix), saguis amazônicos (Mico) e o sagui-leãozinho (Cebuella), os primatas dessa família são menores, possuem dentição anterior especializada na extração ativa de vegetais de troncos lenhosos.
Os gêneros Cebuella e Callithrix são um grupo monofilético, tanto em morfologia, comportamento, como em sequências de nucleotídeos. A análise fenética resultou em Cebuella pygmaea mais próximo do Callithrix (Mico amazônico) do que os Callithrix do leste do Brasil. A espécie do gênero Cebuella pygmaea é considerada politípica, grupo taxonômico com mais de um tipo, com duas subespécies C. pygmaea pygmaea (Spix, 1823) e C. p. niveiventris (Lonnberg, 1940).

## Subespécies
- Cebuella pygmaea pygmaea

## Aspectos culturais
Por ser uma espécie de primata de pequeno porte, sua caça na maioria das vezes é destinada ao comércio ilegal e como animal de estimação. Alguns índios domesticam o sagui-leãozinho e os deixam sobre seus cabelos para que este cate piolhos e outros parasitas.

## Distribuição geográfica
Cebuella pygmaea é uma espécie que pode ser encontrada em diferentes países da América do Sul, como em áreas restritas do sul da Colômbia, leste do Peru, região norte do Equador e da Bolívia. No Brasil esta espécie habita florestas tropicais no oeste da Amazônia, geralmente em planícies alagadas, estando presentes nos estados do Acre, Amazonas e Rondônia. Essa espécie geralmente é encontrada nas copas das árvores às margens de rios, como o rio Solimões, rio Madeira, rio Jopurá no Amazonas, rio Joruá no Acre e em Rondônia no rio Madeira.

## Ecologia (comportamento, dieta, interação social e reprodução)

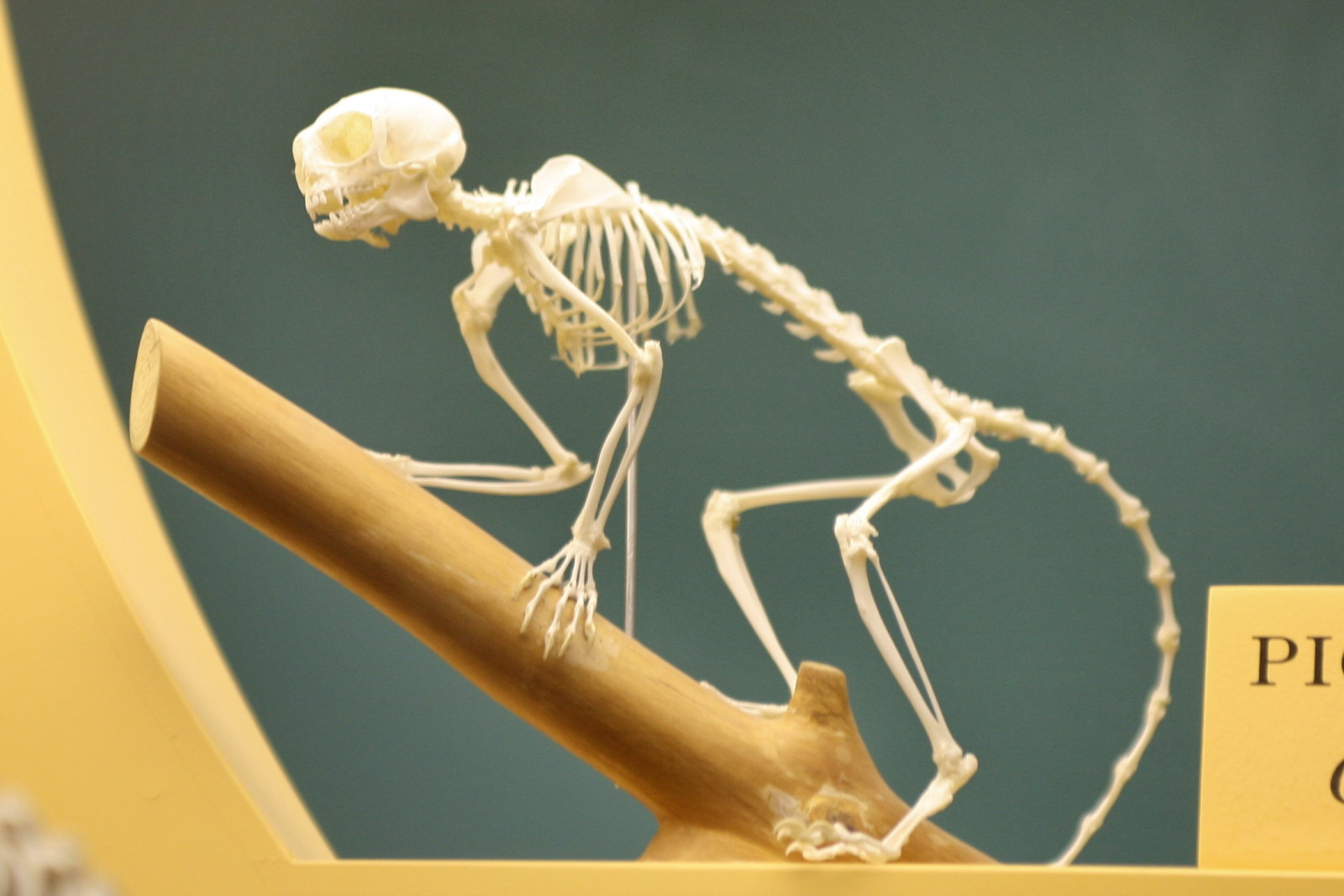
Esqueleto do sagui-pigmeu

Cebuella pygmaea são animais diurnos e arbóreos que se movem silenciosamente dentro da floresta, geralmente próximos aos rios, cuja inundação não ultrapassa 2 a 3 m durante três meses ao ano, podendo apresentar uma alta densidade nestes habitats, mais de 200 indivíduos/km², principalmente nas bordas de rios. Muitos trabalhos conduzidos com esta espécie, registraram populações que variavam de 5 a 9 indivíduos habitando copas de árvores. A coloração da pelagem é um misto de castanho e dourado. A alimentação consiste basicamente em frutas, folhas, seiva de árvores e lianas, além de insetos e aracnídeos, porém, estudos relatam que o consumo de frutas, gemas e néctar são raros e ocasionais. Os primatas permanecem no território até o esgotamento do recurso alimentício, após isso, se deslocam para outras áreas, migrando de 0,5 e 1 km por vez, sempre em bandos. A espécie é considerada monogâmica, na qual, as fêmeas adultas e sub-adultas são ligeiramente maiores que os machos. Estudo feito em relação ao comportamento sexual mostra que o ciclo ovariano é de 36 a 37 dias, à pesquisa relata que as fêmeas não alteraram o odor ao longo do ciclo ovariano; no entanto, os machos mostraram significativamente mais respostas aromáticas e aumento das taxas de montagens, piloereção e encarar (comportamento de acasalamento) durante o período peri-ovulatório. Além disso, a agressão feminina em relação ao macho são observada apenas durante períodos não ovulatórios, sugerindo que a ausência de comportamento agressivo pode servir como uma sugestão para a ovulação. Os nascimentos ocorrem duas vezes por ano, eles têm de 1 a 3 filhotes, mas o nascimento de gêmeos é frequente. Os filhotes deixam de ser amamentados quando atingem três meses de idade e com seis meses já são considerados independentes.

## Conservação

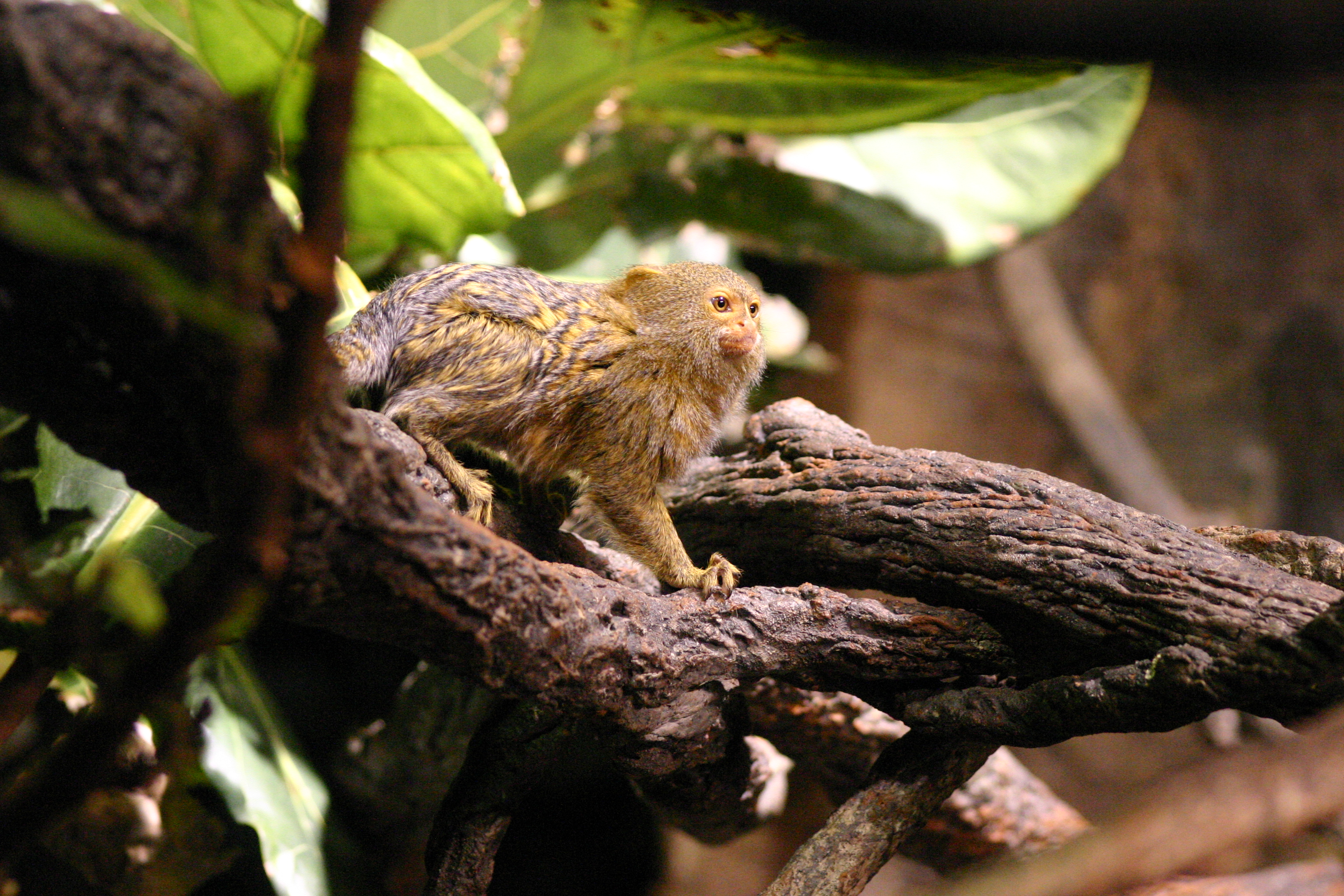

O sagui-pigmeu se encontra em um status de conservação pouco preocupante, segundo Red List da IUCN - International Union For Conservation of Nature, 2008 e o Livro Vermelho da Fauna Brasileira Ameaçada de Extinção (V. 1.) Apesar desta classificação, a população apresenta um declínio contínuo no número de indivíduos. E está listada no Apêndice II da Convenção sobre o Comércio Internacional das Espécies da Flora e da Fauna Selvagens em Perigo de Extinção (CITES).
As principais ameaças à presença da espécie em determinadas localidades, está totalmente relacionada às perturbações antrópicas no ambiente, como a perda e fragmentação de habitats devido a produção agrícola e pecuária,  presença de assentamentos rurais e aumento de matrizes rodoviárias. Essas alterações implicam diretamente na sobrevivência dos saguis-pigmeus, devido a diminuição da disponibilidade e acesso aos recursos naturais. As populações do alto rio Madeira certamente sofreram um elevado decréscimo devido ao impacto do desmatamento em áreas proximais e ao entorno do complexo de UHE do Alto Madeira. A caça internacional em algumas regiões do Equador e Colômbia para a comercialização da espécie a título de animal de estimação, é mais um fator contribuinte para a diminuição de sua população, sendo também o principal motivo para a inclusão no apêndice I do CITES em 1977-1979 e mais tarde no apêndice II o que permanece até os dias atuais.
Como medidas de conservação do sagui-pigmeu, foram implementados programas de Educação Ambiental no período de 2003, nas escolas da região  Amazônia equatoriana. Além disso, a espécie conta com diversas áreas protegidas na Bolívia, como a Reserva Natural Manuripi; na Colômbia, como o Parque Nacional Natural Amacayacu, Parque Nacional Natural Cahuinarí, Parque Nacional Natural La Paya; no Equador, como o Parque Nacional Yasuni, Reserva Biológica Limoncocha, Reserva de Produção Faunística Cuyabeno, Reserva Ecológica Cayambe-Coca e no Peru, como o Parque Nacional Tingo Maria, Reserva Nacional Pacaya-Samiria, Reserva Natural de Vida Selvagem de Tambopata.

### Conservação no Brasil
Em terras brasileiras, o sagui-pigmeu se encontra protegido em seis unidades de conservação, dentre elas o Parque Nacional da Serra do Divisor, Abufari Reserva Biológica (margem esquerda do Rio Purus), Estação Ecológica Rio Acre, Estação Ecológica Juamí-Japurá, Reserva Ecológica Jutaí-Solimões, Estação Ecológica Mamirauá, Parque Ambiental Chico Mendes, Parque Zoobotânico e Serra Três Irmãos.